# Direct market

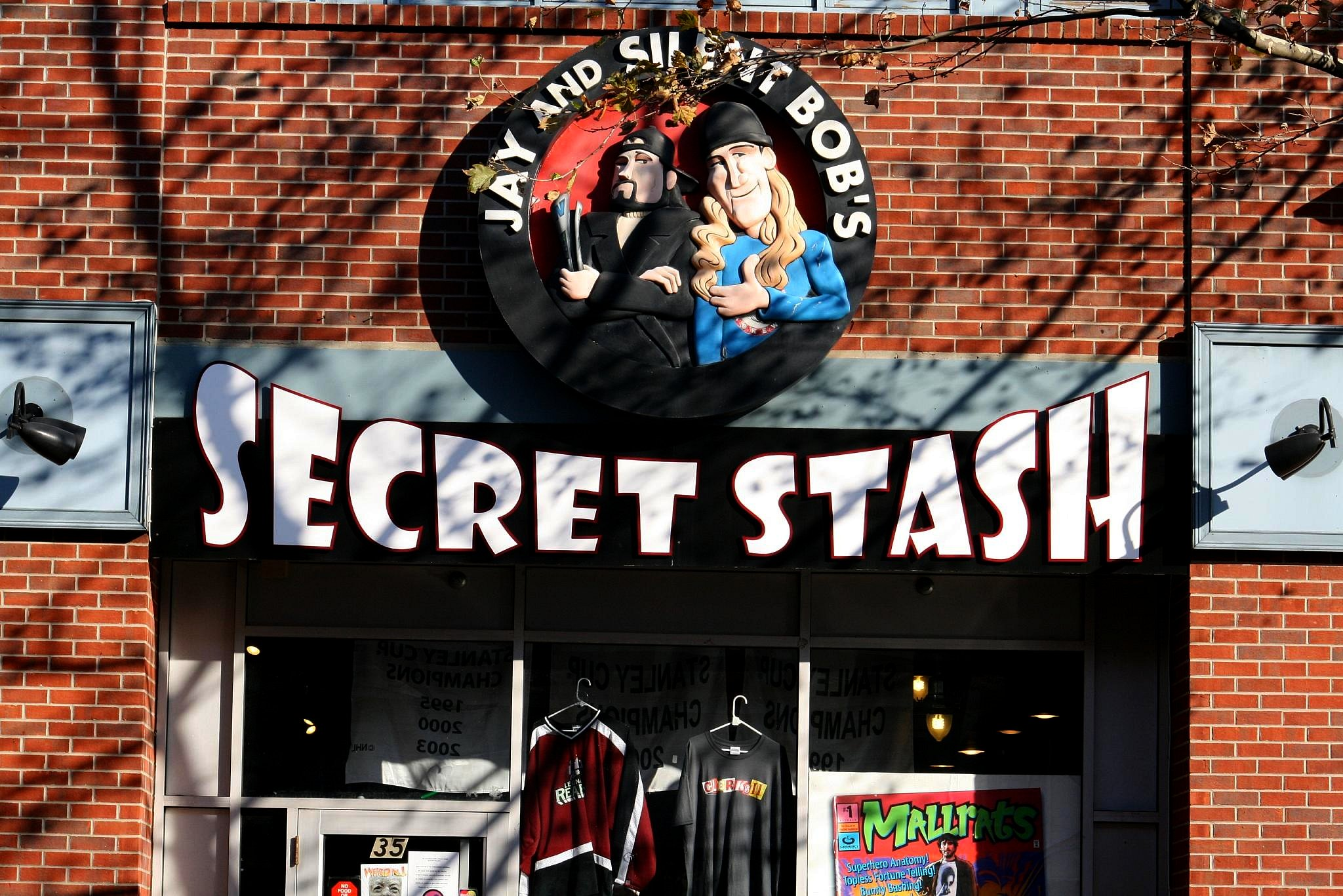
La devanture du magasin de Jay et Silent Bob's Secret Stash à Red Bank, New Jersey.

Le Direct Market est le système de distribution et de vente des comics qui s'est imposé à partir des années 1980.

## Historique
Lorsque les comics apparaissent en 1933, ils sont vendus avec les autres revues dans des drugstores. Jusque dans les années 1970, ils sont vendus dans les mêmes endroits que les autres magazines. À la fin des années 1960, des auteurs en rupture avec le système de la bande dessinée dominant créent des œuvres, pour adultes, nommées comics underground, qui ne peuvent être distribués avec les comics destinés aux enfants. Un circuit d'édition et de distribution parallèle se met en place. De nouveaux éditeurs comme Print Mint, Last Gasp, Rip Off Press ou Kitchen Sink publient des comics qui sont vendus dans des head shops, où on trouve des objets liés à la consommation de drogues, chez des disquaires ou des magasins vendant des posters de rock. Dans le même temps, s'ouvrent des magasins de comics où sont proposés des anciens numéros de comics pour des collectionneurs. Au milieu des années 1970, les comics underground sont dans la tourmente et les ventes s'effondrent. Parmi les causes de ces difficultés se trouve le fait que les head-shops, menacés par la justice, distribuent moins de comics underground. En effet, les vendeurs peuvent être poursuivis pour vente de matériel pornographique. Les magasins de comics qui commencent à se développer ne s'embarrassent pas de ces menaces et acceptent les comics underground. Peu à peu se crée donc un nouveau système de distribution. Des éditeurs indépendants qui ne produisent pas nécessairement du matériel underground mais qui ne veulent pas se soumettre à la censure du Comics Code trouvent un débouché.
Cela s'accompagne par un autre système de diffusion. Les comics dans les épiceries et les marchands de journaux ne restaient qu'un mois ou deux à la vente. Ensuite les exemplaires non vendus étaient renvoyés à l'éditeur qui donc d'une part ne gagnait pas d'argent sur ces exemplaires et devait aussi les stocker. Le direct market fonctionne différemment. Les vendeurs commandent un nombre précis d'exemplaires et ne doivent pas les renvoyer. En contrepartie, les éditeurs leur accordent une marge plus importante. Ce système a tant de succès que progressivement les grands éditeurs s'y intéressent aussi et diffusent leurs comics dans le réseau classique et dans le Direct Market. DC Comics est le premier, dès 1973, à proposer des comics dans ces magasins. Marvel Comics met un peu plus de temps à investir ces lieux mais en 1981-1982 il vend plus de 50% de ses comics grâce au direct market. Pour occuper le plus de place sur les rayonnages de ces librairies, les éditeurs se livrent à une guerre dont l'arme principale est la multiplication de séries. Cette surenchère nuit à la qualité et les lecteurs se désintéressent de ces comics sans intérêt. Dès lors, il se produit in mini-krach. 